# Euphaedra
Genre
Euphaedra est un genre de lépidoptères (papillons) de la famille des Nymphalidae et de la sous-famille des Limenitidinae.

## Distribution
Ils résident tous en Afrique.

## Systématique
Le genre Euphaedra a été décrit par l’entomologiste allemand Jakob Hübner en 1819.

### Synonymie
- Najas Hübner, 1807
- Euphaedrana (Hecq, 1976)
- Gausapia (Hecq, 1976)
- Medoniana (Hecq, 1976)
- Neophronia (Hecq, 1985)
- Proteuphaedra (Hecq, 1976)
- Romaleosoma (Blanchard, 1840)
- Xypetana (Hecq, 1976)

### Noms vernaculaires
Ils se nomment Foresters ou Fig Eaters en anglais.

### Taxinomie
- Espèce type : Papilio cyparissa (Cramer, 1775)

## Sous-genres
Il existe pour ce genre plusieurs sous-genres :
- Euphaedra (Euphaedra)

Euphaedra (Euphaedra) cyparissa
Euphaedra (Euphaedra) sarcoptera
- Euphaedra (Euphaedrana)

Groupe de ceres
Groupe d'eleus
Groupe d'harpalyce
Groupe de preussi
Groupe de themis
- Euphaedra (Gausapia)

Groupe de gausapia
Groupe de zaddachi
- Euphaedra (Medoniana)

Euphaedra (Medoniana) medon
- Euphaedra (Neophronia)

Euphaedra (Neophronia) neophron
- Euphaedra (Proteuphaedra)

Euphaedra (Proteuphaedra) adolfifrederici
Euphaedra (Proteuphaedra) aubergeri
Euphaedra (Proteuphaedra) aurivillii
Euphaedra (Proteuphaedra) fucora
Euphaedra (Proteuphaedra) imperialis
Euphaedra (Proteuphaedra) luperca
Euphaedra (Proteuphaedra) lupercoides
Euphaedra (Proteuphaedra) luteofasciata
Euphaedra (Proteuphaedra) marginalis
Euphaedra (Proteuphaedra) rubrocostata
Euphaedra (Proteuphaedra) symphona
- Euphaedra (Radia)

Euphaedra (Radia) eusemoides
Euphaedra (Radia) imitans
- Euphaedra (Xypetana)

Groupe de dargei
Groupe de mirabilis
Groupe de sinuosa
Groupe de xypete
Euphaedra (Xypetana) acuta
Euphaedra (Xypetana) hebes
Euphaedra (Xypetana)hewitsoni
Euphaedra (Xypetana) larseni
Euphaedra (Xypetana) maxima
Euphaedra (Xypetana)) oremansi
Euphaedra (Xypetana) xypete
- Euphaedra (Incertae sedis) (sous-genre incertain)

Euphaedra (Incertae sedis) abri
Euphaedra (Incertae sedis) castanea
Euphaedra (Incertae sedis) cuypersiana
Euphaedra (Incertae sedis) desmeti
Euphaedra (Incertae sedis) discreta
Euphaedra (Incertae sedis) limbourgi
Euphaedra (Incertae sedis) moloundou
Euphaedra (Incertae sedis) sabinae
Euphaedra (Incertae sedis) sardetta
Euphaedra (Incertae sedis) vulnerata
Euphaedra (Incertae sedis) wissmanni

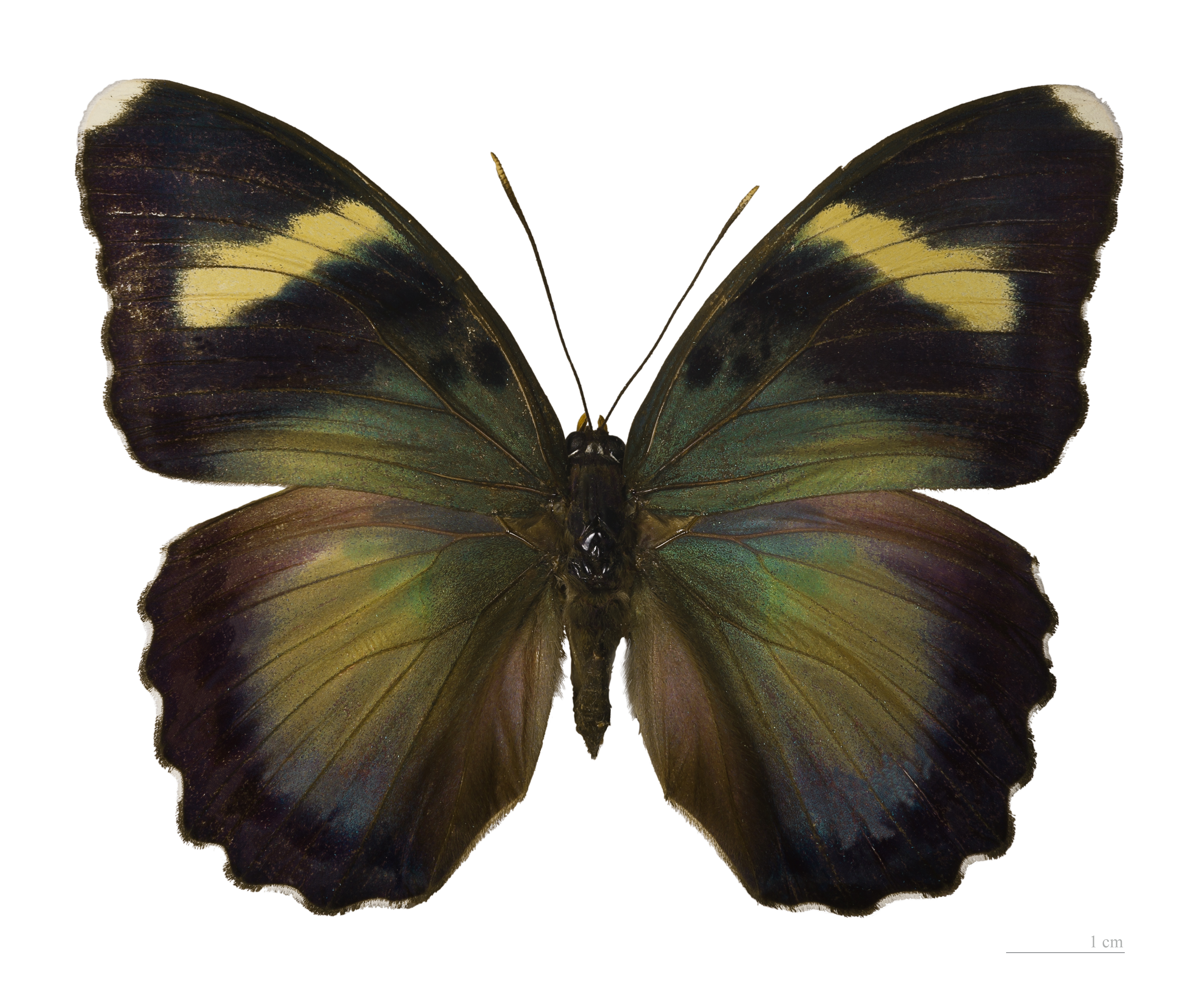
Euphaedra xypete (coll. MHNT)
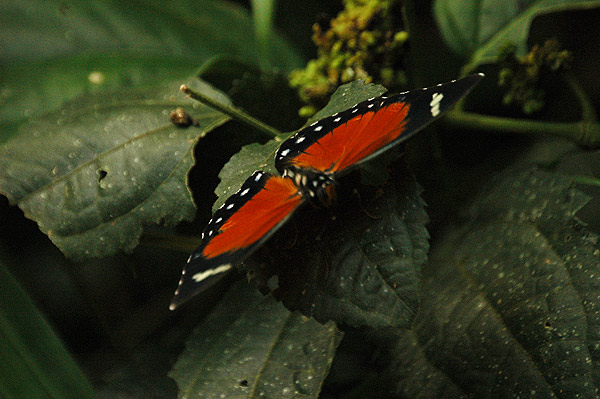
Euphaedra ruspina
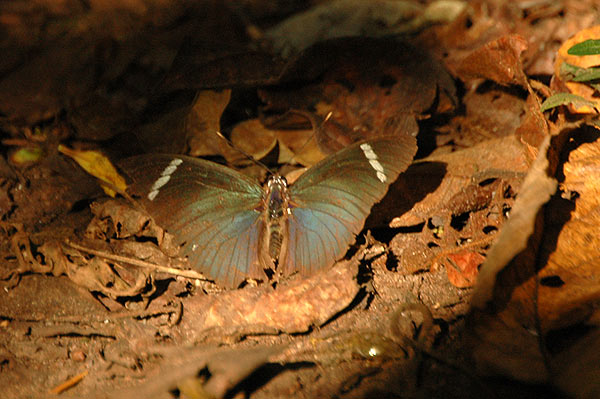
Euphaedra spatiosa
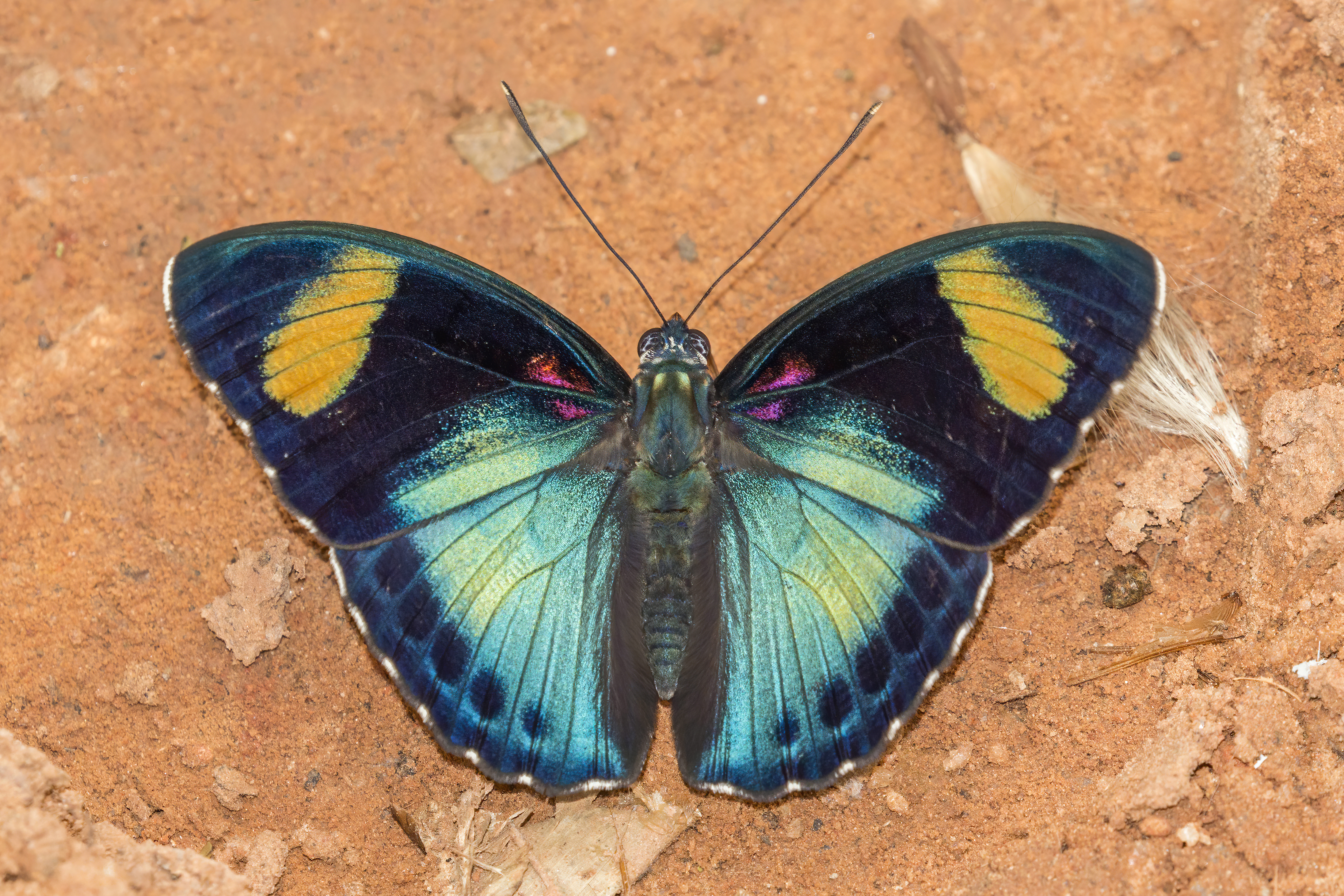
Euphaedra themis mâle.
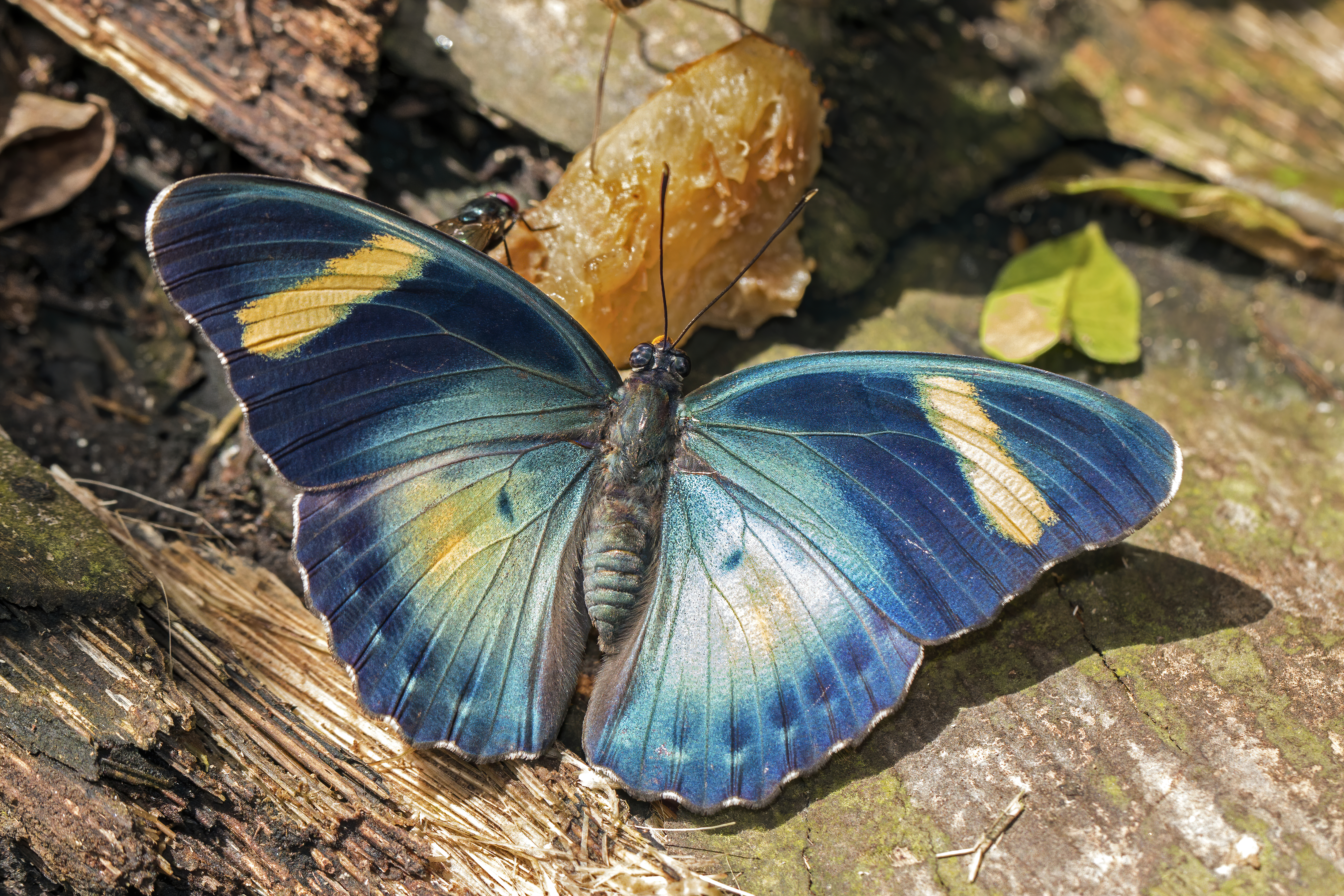
Euphaedra phaethusa phaethusa mâle, des Euphaedra phaethusa, des Euphaedra, dans le parc national de Kakum au Ghana. Mai 2017.
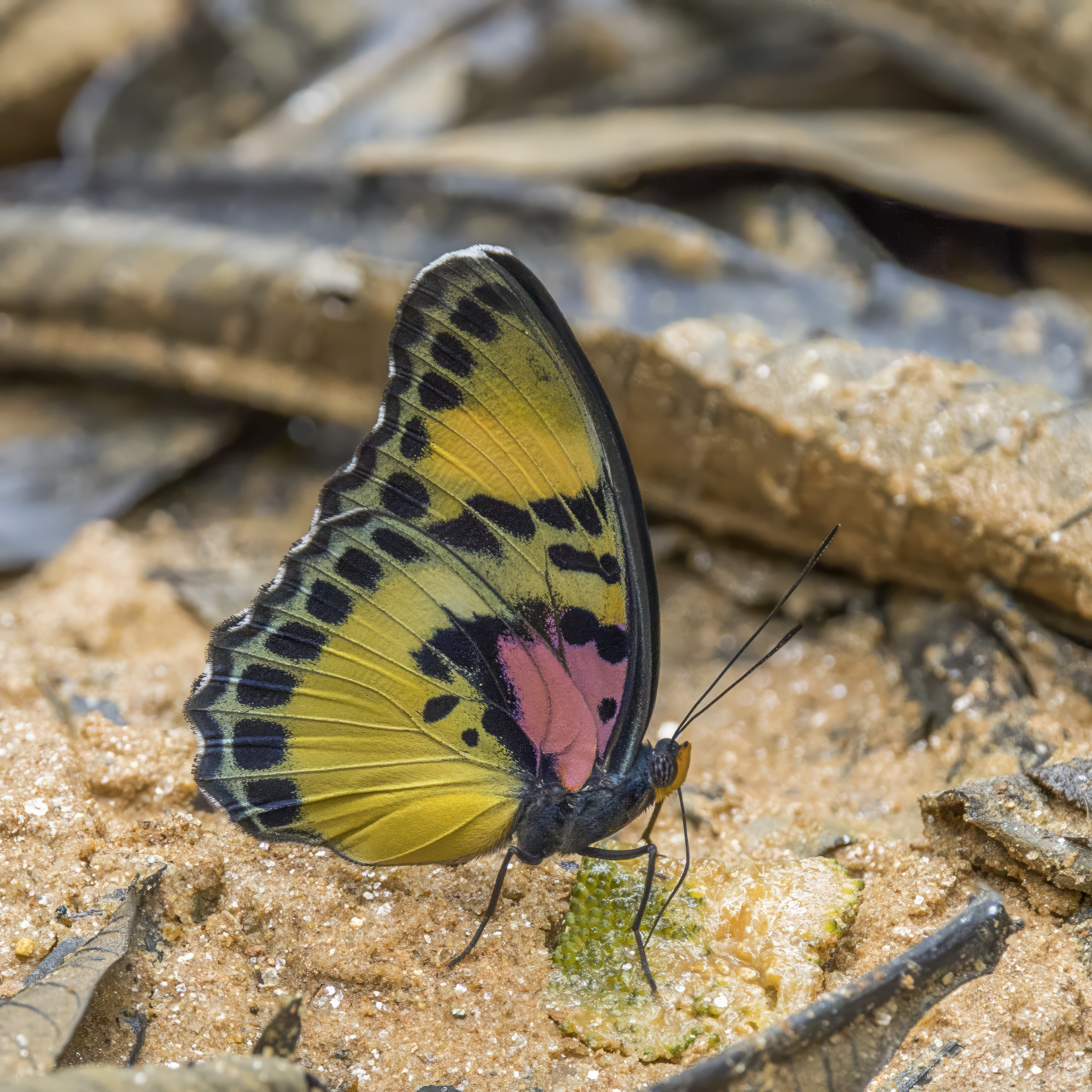
Euphaedra janetta dans la réserve forestière d'Ankasa au Ghana. Octobre 2023.